# Anders Wendin
Anders Wendin (né le 16 mars 1975) est un musicien suédois, connu pour son projet solo Moneybrother (musique orientée rock, soul, punk, reggae et pop).
Après avoir quitté son groupe de punk rock Monster, Wendin prend la direction d'un nouveau genre musical et sort son premier album Blood Panic en 2003. L'album est bien accueilli par les critiques suédoises et Wendin gagne le Grammy Award Suédois pour l'album rock de l'année.
En 2005, Wendin sort son deuxième album, To Die Alone et, en 2006, son troisième, Pengabrorsan, où il chante  en suédois.

## Biographie
Anders Wendin grandit à Ludvika, Dalarna. Il joue avec plusieurs groupes tels que Monster, mais abandonne ce groupe en 2000 et forme ensuite un projet solo Moneybrother. En 2001, Moneybrother joue au festival Hultsfred. Un EP, Thunder In My Heart, est produit par l'influent producteur Jari Haapalainen et sort le 18 février 2002.
Un an plus tard, le 28 mars 2003, sort le single Reconsider Me qui connaît un grand succès en Suède. Le single est suivi le 9 mai de l'album Blood Panic. L'album connaît un succès instantané, et Moneybrother est récompensé par un Grammy du meilleur album rock et les Prix de la Radio P3 suédoise pour « Meilleur Artiste Masculin », « nouveaux arrivants » et « Golden Fox ». Deux singles sont extraits de l'album Blood Panic qui devient disque d'or en Suède et premier des charts en Allemagne, Pays-Bas, Belgique et en Suisse. En 2005, Moneybrother sort son deuxième album To Die Alone qui est également très bien reçu. En 2010, Moneybrother participe au « jour des Sociaux-démocrates » à l'occasion de la « Semaine politique » à Almedalen, Visby.

### Hacka Skivindustri
Après un conflit avec Burning Heart, Moneybrother signe un contrat pour lancer son propre label sous le nom de Hacka Skrivindustri, avec lequel il sort l'album en suédois Pengarbrorsan, comme on le lui avait conseillé. Le disque contient les versions suédoises de plusieurs chansons de différents artistes. Moneybrother sort son troisième album solo en anglais, nommé Mount Pleasure, le 22 août 2007.

## Discographie

### Albums
- Blood Panic (2003)
- To Die Alone (2005)
- Pengabrorsan (2006)
- Mount Pleasure (2007)
- Real Control (2009)

### EP
- Thunder In My Heart EP (2002)

### Singles
- Reconsider Me (2003)
- Stormy Weather (2003)
- It's Been Hurting All the Way With You, Joanna (2003)
- They're Building Walls Around Us (2005)
- Blow Him Back Into My Arms (2005)
- My Lil Girl's Straight From Heaven (2005)
- Dom vet ingenting om oss (2006)
- Downtown Train (Tåget som går in till stan) (2007)
- Just Another Summer (2007)
- Guess Who's Gonna Get Some Tonight (2007)
- Down At The R (2007)
- Born Under a Bad Sign (2009)